# 世界救世教
世界救世教（せかいきゅうせいきょう）とは、大本の幹部だった岡田茂吉が1935年（昭和10年）に立教した新宗教系の教団。
世界救世教本体に世界救世教いづのめ教団・東方之光の2教派が包括される形で運営されている。
国内公称信者数は、2024年（令和6年）版の『宗教年鑑』によると、454,774人。

## 概要
世界救世教の特徴的な宗教活動は、浄霊という手かざしの儀式的行為を各信者が行うこと、自然農法という農法を推進すること、芸術活動を行うことである。手かざしは間違った世界を浄化する手段という意味があり、自然農法も農薬や人工肥料を使う、現在の農業への批判に基づいている。
霊の世界の実在を主張しており、心霊主義の影響がある。岡田は霊査法という交霊を行っていたが、現在は霊との直接の交流は行われていない。転生を信じ、霊のレベルの上昇を重視する。
世界救世教いづのめ教団は、熱海北部の開発と深く関わっている。
政治にも強く関与しており、これまで参議院の全国区・比例区選挙では糸山英太郎、竹内潔、堀江正夫、川上源太郎、命苫孝英、成瀬守重（再建派）、海江田鶴造（新生派）、阿南一成といった候補を応援してきた他、新進党から世界救世教役員の中川憲治を擁立する計画もあったが、公認を辞退している。また、非拘束名簿式となってからも、MOA（明るい社会をつくる会）が尾辻秀久、橋本聖子を、いづのめ教団がツルネン・マルテイ(信徒)を、主之光教団が有村治子をそれぞれ応援している。

## 歴史

### 前史
岡田茂吉は元々大本の信者で、心霊学を学び、自動書記を体験し、大本の鎮魂帰神法を熱心に習得した。すると周囲が岡田の周りに観世音菩薩が現れていると言うようになり、岡田自身も腹の中に光の玉が宿っていると感じるようになったという。
1931年（昭和6年）に夢で啓示を受けて、千葉県の鋸山に参詣してご来光を仰ぎ、「霊界において夜の時代から昼の時代への転換が起こった」と感じ、霊の世界で起こったことがそのあと現実に現れるという「霊主体従の法則」と、大本の御手代を発展させた浄霊法を確立していった。ただ、大本の活動で独自性を出すようになり批判を受け、大本を脱退、1934年（昭和9年）に岡田式心霊指圧療法を開始した。

### 立教
1935年（昭和10年）に宗教結社・大日本観音会を立教した。医師でもないのに治療行為を行ったことで2度検挙され、大日本健康協会に改称し指圧に専念した。
戦前は内務省の取り締まりを受けていたため、主な弟子たちがそれぞれ会を作って活動した。戦後は表面的には一つの教団にまとまったが、会の寄せ集めのような状態が長く続いた。
戦後は大日本浄霊療法普及協会を経て、熱海に大日本観音教団を設立して手かざしによる病気治し「浄霊」を行い、これは「お光さま」と呼ばれた。宗教学者の島田裕巳は、「お光さま」の背景には観音信仰があったと指摘している。

### 世界救世教に改称
1950年（昭和25年）に観音信仰からの脱皮を目指し、世界救世（メシヤ）教に改称、観音に由来する大光明如来を宇宙の創世神・大光明真神（みろくおおみかみ）に改めた。当時はメシヤ教と呼ばれており、岡田は自身を救世主と考えていた。改称直後の1950年（昭和25年）5月29日、熱海市の本部は脱税・贈賄などの容疑で捜索を受け、岡田茂吉が検挙された(潔白であることがわかり無罪判決)。地上天国の建設や美術品の収集、自然農法の普及にも力を入れた。島田裕巳は、地上天国という考えは大本から取り入れられたと述べている。

### 一次分裂
1955年（昭和30年）に岡田が死去すると、もともと統合が弱かったため独立するものが多く出た。様々な問題から組織の一元化の機運が高まり、教団執行部のリーダーシップでひとつにまとまったが、その過程で教会の離脱も多かった。神慈秀明会はその時の最も大きい分派である。
1972年（昭和47年）、教団側から申請された規則改正案の宗教法人認証の手続きにからみ、文化庁宗教課係長と教団理事長が贈収賄の疑いで逮捕された。
一元化の後も、トップの座を争っての権力闘争や急激な改革への不満などから教団は分裂。また世俗組織と宗教活動の実態のずれが分裂を促すこととなった。2018年（平成30年）1月まで、世界救世教は、世界救世教本体に世界救世教いづのめ教団（旧新生派）・東方之光（旧再建派）、主之光教団（旧護持派）の3教派が包括される形で運営されていた。島田裕巳は、手かざしには特別な修行や教義の裏付けが必要ないので、学んだものが好きに活用することができ、分派・分裂が起こりやすいと指摘している。

### 二次分裂
現在の世界救世教は包括宗教団体である世界救世教（東方之光・いづのめ教団）の執行役員会と世界救世教元教主（主之光教団・現世界メシア教）の間で対立が発生している。
きっかけは、教主であった岡田陽一が「キリスト教系新興宗教関係者に洗脳されている」という疑惑を打ち出したことによる。この疑惑を受けて東方之光は教主に対して尾行・盗聴・盗撮を行い、教主がキリスト教信徒と接していることを明らかにした。
一方、被包括法人（当時）の主之光教団はあくまで教主を擁護する姿勢を貫いていた。これについては「教団本来の教義と異なるメッセージ」である「岡田陽一流の教え」を拡散しているとの指摘もあるが、主之光側は「神さまの子どもとしてもう一度新しく生まれるという、全く新しい信仰の道を歩み始めています」と述べて岡田の言動を全面的に支持している。
2017年（平成29年）12月19日、世界救世教はいづのめ教団系の世界救世教責任役員を含めた責任役員会の賛成多数により教主（当時）である岡田の行動制限を議決したが、いづのめ教団側の信徒の中には東方之光側による岡田への不敬行為を問題にして「世界救世教いづのめ教団言論と信教の自由を守る会」を結成し世界救世教執行部と対立する動きも見られた。（この流れを主導した当時のいづのめ教団責任役員らは後に世界救世教を除名され「主之光教団・いづのめ教区」を結成する。）12月27日、世界救世教執行部に反発したいづのめ教団の元責任役員2名を含む80人以上の現役・前職の教団幹部が連名で「教主様の行動を制約する決議なる文書について」という抗議文書を提出している。
2018年（平成30年）1月30日には主之光教団は包括宗教法人としての世界救世教から法的な包括関係を解除された。6月22日には岡田陽一は教主を解任され岡田家の者も宗家としての地位を失った。さらに元教主と対立的な東方之光の中にも「世界救世教再生救護の会」という独自団体を作り執行部側・元教主側の双方と距離を置く勢力も誕生している。6月26日、世界救世教は関連団体の理事を務めていた渡瀬信之を5代教主として推戴し、岡田姓を襲名することを決定。
2020年（令和2年）2月、静岡地方裁判所沼津支部は主之光教団の提訴していた【包括管長地位確認（長澤好之氏が世界救世教代表役員の地位になく、仲泊弘氏が代表役員の地位にあること】【主之光教団の包括・被包括関係解消の無効】について棄却の仮処分を出した。
その後主之光教団（世界メシア教）は東京高等裁判所に控訴。東京高等裁判所は、主之光教団（世界メシア教）が提訴していた【包括管長地位確認（長澤好之氏が世界救世教代表役員の地位になく、仲泊弘氏が代表役員の地位にあること】【主之光教団の包括・被包括関係解消の無効】について、一審の判決に疑義があることが示し、一審の判決を維持するのではなく、双方に対して和解による解決を提案。和解をしない場合、一審の判決は維持されず、一審の「棄却」ではなく、宗教上の争いであるため司法判断を下せないとして「却下」となるとの方向性が示された。その後両者間で協議がなされ、2024年（令和6年）12月24日、和解が成立。【世界救世教は主之光教団（世界メシア教）に対し、解決金として13億円を支払うこと】【世界救世教から主之光教団（世界メシア教）に分与された物件は世界救世教に返還する必要がないこと】【主之光教団（世界メシア教）は、熱海本部5階および教主公邸を世界救世教に明け渡すこと】などが合意された。

## 祭神
『大光明如来』

### 御神体と御尊影
御神体は神を宿した岡田の手によって書かれるものであり、岡田の写真、御尊影が「主」であり御神体は「従」である。

## 歴代教主
- 初代 岡田茂吉
- 2代 岡田よし（1897？-1962年1月24日）岡田茂吉の二番目の妻
- 3代 岡田斎（いつき）（1927？‐2013年9月4日）
- 4代 岡田陽一（2018年6月24日推戴取り消し、現世界メシア教教主）
- 5代 岡田信之（渡瀬信之）（2018年6月26日‐）

## 世界観
霊界という見えない世界と現界という目に見える世界があり、霊界が現界を支配し、心が体を動かすように霊界が現界を動かすと考える。人間は永遠の生命を持つ霊体と、二義的な現体からなるとされる。
世界は天国、中有界、地獄に大きく分かれ、最上階に「主の大神（すのおおかみ）＝エホバ」が存在する。それぞれが各60階層に、計180階層に分かれる。霊は階層のどこかに籍の様なものを持ち、この籍は絶えず上下し、それが現界の幸福・不幸を左右する。現界において善行をしたり、神の光を伝える浄霊で霊の曇り・蓄積された汚濁を除去することで霊は軽くなり、霊界で上のレベルに昇ることができる。霊界のヒエラルキーを上昇して霊の運が開ければ、そのまま現界に反映され幸福になることができるとする。
現実の幸福が霊界でのレベルの判断になるため、ブラジルでは信者はある程度幸福を享受している中産階級以上が主で、貧困層には広まっていない。
岡田の霊界観には心霊主義の影響があると指摘されている。岡田は若いころ大本に入信していたが、大本は心霊主義の影響を受けており、また岡田は心霊主義者の浅野和三郎とも親交があった。
死後の転生を信じる。死後、霊界で何十年、何百年か暮らし、霊界の浄化作用を受け、ある程度浄化された霊から再び生まれるとされる。宗教学者の松岡秀明は、世界救世教の転生は仏教の輪廻思想の影響ではないかと述べている。
キリスト教の世界観を根本的な部分で肯定しており、最後の審判が霊界の夜から昼への転換という形で必ず起こるとしている。霊界の夜昼転換に伴って出現する地上天国は、神によって選ばれた人間が建設するもので、世界救世教が建設者であるとしている。

## 浄霊
浄霊とは、同教団で行われる儀式的行為のこと。いわゆる手かざしの一種である。「薬毒や個々人の日ごろの行い、先祖の罪けがれなどによる『霊の曇り』（＝病因）を『浄霊』による浄化促進作用によって解消していく（＝救済）」という考えである。近年では先祖との関係性はあまり重視されず、病因と救済が今ここの個人に集約され、「自分が浄霊などで浄まれば、自分が良くなる」というように変わっている。治療行為としての面もあり、病人の患部、あるいは各病気ごとに有効とする「急所」と呼ばれる個所に手をかざす事によって、霊的な力でその病状を癒すとする。岡田茂吉は、病気の原因は薬による二次被害であるとする思想(薬毒)を説き、西洋医療の投薬や手術、東洋医学の漢方にかわる治療として浄霊を推進していた。
岡田は元々岡田式神霊指圧療法という治療を行っていたが、医師法違反で検挙されたことから、浄霊を行うようになった。岡田が昭和前半に25年かけて開発したとされる。大本教の教祖出口王仁三郎の杓子を使った治療法を源とすると言われ、岡田は杓子の代わりに扇子をかざす方法を考案し、これが手をかざす方法になった。宗教学者の立川武蔵は、岡田の浄霊（手かざしは）は、明治時代に日本に輸入された西洋のメスメリズムと日本の伝統的な技法との混合で生み出されたものであると指摘している。この技法によって日本国内での地位を確立し、海外への布教でも成果を上げた。世界救世教系の教団は手かざしを行うことが特徴である。
「浄霊」と呼ばれるが、岡田の最晩年まで単に「治療」「お浄め」と呼ばれていた。岡田茂吉による1951年9月26日発表の論説文「浄霊の発明的価値」内冒頭に、「浄霊という言葉は、歴史上今日までなかった事は言うまでもない」と記載されている。また、世界救世教発行の書籍「景仰」内には、「おまえたちは常平生“浄霊”“浄霊”と言って、なんの不審なく使っているが、この浄霊なんて熟語は、どんな辞書を見たって載ってないよ」と岡田茂吉が発言した旨が掲載されている。浄霊の「霊」の文字は、幽霊の「霊」ではなく、魂を意味する。霊能者用語の浄霊の影響で、憑依霊を退散させる儀式であると誤解を受けることがあるが、浄霊によって浄める対象は、憑依霊ではなく、対面している人間の魂である。この儀式は、1対1、もしくは、1対多で向かい合い、施術者が対面する相手に手のひらをかざすことで、神の光を相手の魂や身体に放射して浄め、病気やさまざまな苦悩を解決するというものである。世界救世教では、「おひかり」と呼ばれるペンダント状のものを首にかけることにより、信者なら誰でも行うことが可能な術としている。
岡田は、浄霊の研究を望み医師を呼んでの懇談会や出版物を出すなど意欲的だったが、医学界には認められなかった。このため信者には医学との対立的な姿勢を見せる者もあり、その結果発生したトラブルが新聞に掲載されることもあった。岡田の死去後、世界救世教は、その方針を教祖存命時よりも医学との共存的な姿勢を取る方向に向け、二代教主（茂吉の妻岡田よし）らにより世界救世教の浄霊は宗教的儀式(祈り)の面が強調され、浄霊の実施者は病気の急所などの知識は必ずしも必要ではないとされた。会派によっては、医療施設も設けた。
救世教内部でも、病気治療的面を強調する会派(東方之光)と、病気治療的面を強調せず宗教儀式的なものとして行う会派(世界救世教いづのめ教団)が並立している。いづのめ教団はブラジルやタイを始めとし、国外約90カ国以上に教線を広げており、合計100万人以上の外国人信徒が浄霊を行っている。外国でも、浄霊は「ジョウレイ」と日本語で呼ばれており、世界救世教いづのめ教団ではJohrei という表記でこの言葉の国際化を目指している。また団体の所属とは別に、信者ひとりひとりの浄霊に対する個人的指向として、病気治療的指向と宗教儀式的指向を持つ者が並立する状態である。
なお、「ヒーリングに寛容なイギリスでは、浄霊は健康保険が適用できる代替医療として認められている」という趣旨の記述が見られる場合があるが、そのような事実はない。世界救世教は日本においても浄霊が可能な複数の医療機関を開設しているが、浄霊自体に健康保険の適用を受ける事は出来ない。

## 自然農法
岡田茂吉は、日本で無農薬有機農法が注目されるはるか以前である昭和20年代より、自然農法という名称で、独自の無農薬有機農法を研究、実践、推進してきた。
世界救世教にとって自然農法は、「土の持つ本来の浄化力を活用しようとする試み」であり、島田裕巳は浄霊の考え方に通じていると指摘している。日本の自然農法・有機農法・自然食などの先駆けとなっている。こうした自然志向は世界救世教系の教団に受け継がれており、一時期ヤマギシ会が世界救世教の土地を借りて農業をしていた。現在も世界救世教系の自然食品店が全国にある。

### EM菌
岡田茂吉の死去後の現在、会派によっては、いわゆるEM菌を自然農法を支援する技術として採用している。採用していない会派は東方之光、採用している会派は世界救世教いづのめ教団である。EM菌の国内普及・世界進出において、世界救世教のバックアップがあったことが指摘されている。
また、世界救世教の信者の政治家ツルネン・マルテイは政治の世界でEM菌を推進していた。

## 地上天国・美術館
地上天国の建設にはユートピア思想があり、現実社会への批判の面がある。神の目的は地上天国の実現であり、「それは究極の真善美の世界の実現でもある」と説き、地上天国のモデルとして神奈川県箱根町強羅に箱根神仙郷、静岡県熱海市に熱海瑞雲郷、京都府嵯峨野（広沢池隣接地）に京都平安郷と、国内3ヶ所に教団の聖地と定めた神殿および庭園を設立した。
1952年（昭和27年）6月には箱根の聖地・箱根神仙郷に箱根美術館が開館した。1957年（昭和32年）1月には熱海の聖地・熱海瑞雲郷に熱海美術館が開館した。熱海美術館は岡田茂吉の生誕100周年にあたる1982年（昭和57年）を機に改築・改称し、現在のMOA美術館となった。MOA美術館は私立美術館の先駆けであり、国宝が3つと、かなりの数の重要文化財が収蔵されている。豊臣秀吉ゆかりの黄金の茶室の復元や能楽堂もある。

## 教勢
2024年（令和6年）版の『宗教年鑑』によると、世界救世教の公称信者数は454,774人とされている。海外では99ヶ国で200万人の信者がおり、うち、タイには約70万人、ブラジルには約44万人の信者がいるとしている。しかし公的な調査の信者数とは開きがあり、ブラジルの2000年の国勢調査における信者数は109,310 人だった。タイ、ブラジルには、国内と同様、聖地と定めた神殿および庭園が建設されている。

## 海外布教

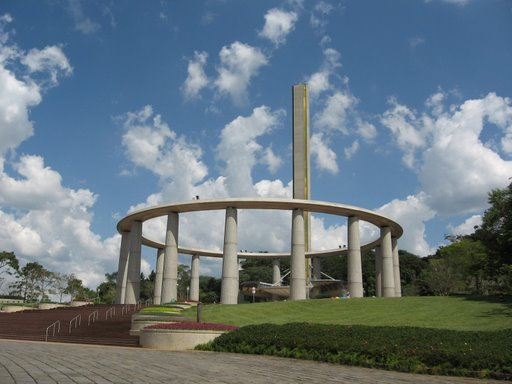
ブラジルのグァラピランガの教会

ブラジル
ブラジルでは日本の新宗教の布教が最も成功しており、2008年時点で30万人以上の世界救世教の信者がいるとされる。ブラジルの宗教カルデシズモと世界救世教の教義には、手による霊的エネルギーの伝達、転生論、霊的ヒエラルキー上昇の重視、そのための善行の奨励などの類似がある。宗教学者の松岡秀明は、これは共に心霊主義の影響を受けているためであると述べている。そのためブラジルの人々にとって世界救世教の教えは親しみやすいものであったが、カルデシズモで最も重視される降霊は禁じられている。

## 評価
カルト問題を取り扱う宗教ジャーナリストの藤倉善郎は、世界救世教について、教団や、末端組織の指導者や個々の信者によって違いがあり、「カルト」と呼ぶほど危険とは言い切れないものの、手かざしに依存したり絶対視するあまり、通常の医療を拒否することで時には死者も出るとして、人の健康や生死に関わるリスクを抱えた一群であるとする。

## 関連団体
MOAまたはエム・オー・エーとは、Mokichi Okada Associationの略。
- 公益財団法人岡田茂吉美術文化財団（旧・財団法人エム・オー・エー美術・文化財団）
- 公益財団法人自然農法国際研究開発センター
- 公益財団法人農業・環境・健康研究所（公益法人制度改革に伴い、財団法人環境科学総合研究所及び財団法人微生物応用技術研究所が合併）
- 一般社団法人MOAインターナショナル（旧・有限責任中間法人MOAインターナショナル）
- 一般社団法人MOA自然農法文化事業団（旧・特定非営利活動法人MOA自然農法文化事業団）
- 一般財団法人MOA健康科学センター
- 一般財団法人日伯国際文化交流財団（旧・財団法人日伯美術連盟）
- 株式会社エム・オー・エー商事
- 株式会社瑞雲
- 株式会社EM研究所
- 新田記念総合医学研究所
- MOAクリニック（札幌・高輪・奥熱海・名古屋・高知）
- 医療法人財団瑞泉会宮城クリニック
- 医療法人財団玉川会金沢クリニック
- 医療法人財団光輪会鹿児島クリニック・沖縄クリニック
- 医療法人財団愛和会たてかわ内科クリニック・広島クリニック